# Alvoco da Serra
Alvoco da Serra est une freguesia de Seia au Portugal.